# Gare d'Ōkuradani
La gare d'Ōkuradani (大蔵谷駅, Ōkuradani-eki) est une gare ferroviaire localisée dans la ville d'Akashi, dans la préfecture de Hyōgo au Japon. La gare est exploitée par la compagnie Sanyo Electric Railway, sur la ligne principale Sanyo Electric Railway. Le numéro de la gare est SY 15.

## Situation ferroviaire
Établie à 7 mètres d'altitude, la gare d'Ōkuradani est située au point kilométrique (PK) 14.3 de la ligne principale Sanyo Electric Railway.

## Histoire
C'est le 12 avril 1917 que la gare est inaugurée. À cette époque, elle se trouvait à un kilomètre à l'est de sa position actuelle, à peu près au niveau de la gare d'Asagiri de la JR West. En 1948, la gare est déplacée à son emplacement actuelle.
En 2013, la fréquentation journalière de la gare était de 1 112 personnes.
| 2010  | 2011  | 2012  | 2013  |
| 1 123 | 1 082 | 1 071 | 1 112 |

## Service des voyageurs

### Accueil
La gare est une halte sans service et sans personnel.

### Desserte
La gare d'Ōkuradani  est une gare disposant de deux quais et de deux voies.
| N° de voie         | Ligne | Direction       |
| ------------------ | ----- | --------------- |
| Côté bâtiment gare | Sanyō | Himeji - Aboshi |
| Côté opposé        | Sanyō | Kōbe - Ōsaka    |

### Intermodalité

#### Bus
Des bus des  compagnies Shinki Bus et Sanyo Bus desservent la gare.

### Site d’intérêt
- Le sanctuaire shinto Ōkurahachiman-jinja
- La plage d'Ōkura